# Martin Ferguson (polityk)
Martin Ferguson (ur. 12 grudnia 1953 w Sydney) – australijski polityk, członek Australijskiej Partii Pracy (ALP), w gabinecie Julii Gillard pełni funkcje ministra zasobów naturalnych i energii oraz ministra turystyki.

## Życiorys
Pochodzi z rodziny o dużych tradycjach politycznych. Jego ojciec Jack Ferguson był przez 8 lat wicepremierem stanu Nowa Południowa Walia, a brat Laurie Ferguson również zasiada w parlamencie z ramienia ALP. Martin ukończył studia ekonomiczne na University of Sydney, a następnie został etatowym działaczem związków zawodowych. W roku 1984 wszedł do zarządu Australijskiej Rady Związków Zawodowych (ACTU), największej centrali związkowej w kraju. W latach 1990–1996 był przewodniczącym ACTU i zarazem członkiem władz Międzynarodowej Organizacji Pracy.
W 1996 został wybrany do Izby Reprezentantów jako przedstawiciel okręgu wyborczego Batman, obejmującego kilka spośród północnych dzielnic Melbourne. W tym samym roku został odznaczony Orderem Australii. W latach 1996–2007 zasiadał w kolejnych labourzystowskich gabinetach cieni. Po wyborczym zwycięstwie lewicy w 2007 roku, objął obecne stanowiska. Jako minister zasobów naturalnych i energii kilkakrotnie wchodził w konflikty z organizacjami pozarządowymi. Sprzeciwiał się proponowanemu zakazowi eksportu wydobywanego w Australii uranu do Chin. Jednocześnie entuzjastycznie wypowiadał się na temat pomysłu utworzenia w Australii głównego światowego składowiska odpadów z elektrowni atomowych, choć zastrzegł, iż z powodów politycznych uważa te plany za nierealne.